# Beihai
Beihai (léase Béi-Jái; en chino, 北海市; pinyin, Běihǎi shì; literalmente, ‘mar del norte’) es una ciudad-prefectura en la región autónoma Zhuang de Guangxi, República Popular de China. Casi rodeada por el Golfo de Tonkín, un brazo del Mar de la China Meridional, excepto por el este. Su territorio es de 3988 km² y su población según estimación 2020 superaba los 1,8 millones de habitantes.
Hace dos mil años Beihai fue uno de los dos puertos de salida de la famosa "Ruta de la Seda en el Mar".
Hoy la ciudad gana mucho dinero por los grandes astilleros navales, pero su economía depende del comercio. Beihai se convirtió oficialmente en un punto turístico internacional en 1982.

## Administración
La ciudad prefectura de Beihai está conformada de 4 localidades que se administran en 4 distritos urbanos y 1 condado.
- Distrito Haicheng 海城区
- Distrito Yinhai 银海区
- Distrito Tieshangang 铁山港区
- Condado Hepu 合浦县

| Mapa                                       |
| ------------------------------------------ |
| Haicheng Yinhai Tieshangang Condado · Hepu |

## Clima
| Parámetros climáticos promedio de Beihai (1971−2000) | Parámetros climáticos promedio de Beihai (1971−2000) | Parámetros climáticos promedio de Beihai (1971−2000) | Parámetros climáticos promedio de Beihai (1971−2000) | Parámetros climáticos promedio de Beihai (1971−2000) | Parámetros climáticos promedio de Beihai (1971−2000) | Parámetros climáticos promedio de Beihai (1971−2000) | Parámetros climáticos promedio de Beihai (1971−2000) | Parámetros climáticos promedio de Beihai (1971−2000) | Parámetros climáticos promedio de Beihai (1971−2000) | Parámetros climáticos promedio de Beihai (1971−2000) | Parámetros climáticos promedio de Beihai (1971−2000) | Parámetros climáticos promedio de Beihai (1971−2000) | Parámetros climáticos promedio de Beihai (1971−2000) |
| Mes                                                  | Ene.                                                 | Feb.                                                 | Mar.                                                 | Abr.                                                 | May.                                                 | Jun.                                                 | Jul.                                                 | Ago.                                                 | Sep.                                                 | Oct.                                                 | Nov.                                                 | Dic.                                                 | Anual                                                |
| ---------------------------------------------------- | ---------------------------------------------------- | ---------------------------------------------------- | ---------------------------------------------------- | ---------------------------------------------------- | ---------------------------------------------------- | ---------------------------------------------------- | ---------------------------------------------------- | ---------------------------------------------------- | ---------------------------------------------------- | ---------------------------------------------------- | ---------------------------------------------------- | ---------------------------------------------------- | ---------------------------------------------------- |
| Temp. máx. media (°C)                                | 18.6                                                 | 19.2                                                 | 22.4                                                 | 26.9                                                 | 30.3                                                 | 31.5                                                 | 31.9                                                 | 31.6                                                 | 31.1                                                 | 28.7                                                 | 26.0                                                 | 21.2                                                 | 26.6                                                 |
| Temp. mín. media (°C)                                | 11.7                                                 | 12.9                                                 | 16.2                                                 | 20.7                                                 | 24.0                                                 | 25.9                                                 | 26.2                                                 | 25.6                                                 | 24.5                                                 | 21.4                                                 | 17.2                                                 | 13.5                                                 | 20.0                                                 |
| Lluvias (mm)                                         | 34.1                                                 | 41.8                                                 | 58.5                                                 | 92.8                                                 | 156.7                                                | 296.6                                                | 378.6                                                | 393.9                                                | 196.9                                                | 95.4                                                 | 38.3                                                 | 20.4                                                 | 1804.0                                               |
| Días de lluvias (≥ 0.1 mm)                           | 8.5                                                  | 11.6                                                 | 12.3                                                 | 11.4                                                 | 11.7                                                 | 14.0                                                 | 14.9                                                 | 18.2                                                 | 13.3                                                 | 8.5                                                  | 5.3                                                  | 5.3                                                  | 135.0                                                |
| Fuente: China Weather                                |                                                      |                                                      |                                                      |                                                      |                                                      |                                                      |                                                      |                                                      |                                                      |                                                      |                                                      |                                                      |                                                      |